# F1 Clash
Az F1 Clash egy autóversenyzős menedzsment/stratégiai videójáték, amelyet a Hutch fejlesztett és adott ki. A játék 2019. május 7-én jelent meg iOS-re és Androidra is. A megjelenéskor a 2019-es Formula–1 világbajnokság összes hivatalos pályáját, csapatát és versenyzőjét tartalmazta.

## Játék menete
A játékos csapatvezetőként irányítja a csapatát. A versenyek során a játékos felügyeli a pályákon automatikusan versenyző két versenyző stratégiáját, a játékos dönti el hogy, mikor álljanak ki boxba, milyen gumikeverékre váltsanak, utasíthatja a versenyzőket, hogy mikor vezessenek gyorsabban/lassabban stb. A versenyek között a játékosnak lehetősége van arra is, hogy fejlessze a versenyzőjét és az autó különböző alkatrészeit, például a motort, a fékeket, az első szárnyat stb. A versenyek során olyan zavaró események is előfordulhatnak, mint az időjárásváltozás, mechanikai meghibásodás és a Safety Car bevetése pl.  egy baleset vagy egy autó kifogyott üzemanyaga után.

## A játék története
A játék eredeti neve F1 Manager volt, amit a 2021-es szezon megjelenésével változtattak meg.